# 鹈头川村事件
《鹈头川村事件》是日本作家栉木理宇创作的悬疑恐怖小说。由文艺春秋于2018年6月25日出版，后于2020年11月10日出版文库本。
2022年4月，由文春在线制作成漫画。同年8月被改编为电视剧。

## 人物
岩森明
主角，15岁时前往东京，工作之余就读于夜校。和做护士的节子结婚三年前丧妻。有一个儿子。
降谷辰树
村中的义警队长。
矢萩元市
节子的伯父。与岩森父子不住在一起。
矢萩吉朗
元市的哥哥。村子实际上的统治者。
矢萩大助
吉朗的儿子。由于喝酒闹事而被村民们厌恶。
矢萩廉太郎
既有矢萩家的血脉，又是对立的降谷家的港人的好友。
降谷港人
烟草店家的儿子。从村中走出的哥哥敦人是辰树的好友。

## 书目
- 栉木理宇《鹈头川村事件》
  - 单行本：2018年6月25日发行，文艺春秋，ISBN 978-4-16-390828-1
  - 文库本：2020年11月10日发行，文春文库，ISBN 978-4-16-791545-2

## 漫画
由河野那步也所绘的漫画版于2022年4月11日开始在文春在线连载 。内容比较忠实于原著小说。
连载结束前已出版了上册和下册的单行本。
- 河野那步也（绘）、栉木理宇（原作）《鹈头川村事件》文艺春秋，上下册
  1. 2022年8月10日发行，ISBN 978-4-16-090128-5
  2. 2022年8月10日发行，ISBN 978-4-16-090129-2

## 电视剧
电视剧于2022年8月28日至10月2日在WOWOW Prime和WOWOW On Demand的“剧集W ”栏目上播出，由松田龙平主演 。
共6集，剧中的时代背景和人物设定有所改变。

### 演员

#### 主角
- 岩森明 - 松田龙平
- 矢萩由美/岩森仁美 - 莲佛美沙子[8]（童年：小林美友[9]/小林莉绪[9]）

#### 矢萩总业
- 矢萩吉朗 - 伊武雅刀[8]
- 矢萩大助 - 板桥骏谷[8]
- 矢萩胜利 - 吉冈睦雄[8]
- 矢萩光惠 - 金谷真由美[10]
- 矢萩信雄 - 森优作[10]
- 矢萩廉太郎 - 宇佐卓真[8]
- 二延正文 - 二阶堂新太郎[11]
- 野间寿也 - 成松修[12]
- 森浦泰然 - 保田泰志[13]
- 猪俣 - 猪饲公一
- 神谷隆义 - 神原哲
- 未知角色 - 渡部龙平[14]、福吉寿雄、屋良学[15]

#### 鹈头川村青年团
- 降谷辰樹 - 工藤阿須加[8]
- 降谷敬一 - 筱原悠伸[10]
- 西尾健治 - 大下浩人[10]
- 降谷百合 - 中井千圣[10]
- 白鸟芽衣子 - 富手麻妙[8]
- 降谷耕平 - 樱井健人[10]
- 菊池奈美惠 - 泽奈央[16]

#### 鹈头川村的村民
- 降谷正宗 - 绫田俊树[8]
- 降谷邦枝 - 枝元萌[10]
- 降谷清作 - 森下创[10]
- 降谷美咲 - 山田杏奈[8]
- 吉见忠彦 - 荒川良良[8]
- 吉见妙子 - 和田光沙[8]
- 羽田滋一 - 针原滋
- Mei - 饭山纱奈[17]
- Yoshiko - 三浦时[18]
- 降谷茂 - 水野智则[19]
- 降谷多美 - 松本享子
- 常川 - 柴田常吉[20]
- 降谷志乃生 - 羽柴志织
- 田所悦子 - 仲野元子

#### 岩森明的相关人员
- 岩森爱子 - 丸山澪[10]
- 律师 -  白畑真逸[21]

#### 矢萩由美的相关人员
- 矢萩静子 - 菊地由希子

### 播出时间表
| 每集  | 播出日期 |
| ----- | -------- |
| 第1集 | 8月28日  |
| 第2集 | 9月4日   |
| 第3集 | 9月11日  |
| 第4集 | 9月18日  |
| 第5集 | 9月25日  |
| 结局  | 10月2日  |